# Parzival (roman)
Parzival je srednjeveški viteški roman nemškega avtorja Wolframa von Eschenbacha (okrog 1170-1220) napisan v verzih v srednji visoki nemščini v prvem desetletju 13. stoletja. Roman spada med tako imenovano arturijansko epiko in velja s svojimi 24.812 verzi za enega najpomembnejših del nemške srednjeveške književnosti. V poznejšem času je bil razdeljen v 16 knjig oziroma poglavij. Tematsko roman združuje poganske, orientalske, keltske, islamske in krščanske, ter tudi mitske in pravljične motive.
Zgodba o Parzivalu je pogosta tudi v likovni umetnosti in v glasbi. Dolgotrajen vtis je pustila uglasbitev Parzivala Richarda Wagnerja pod naslovom Parsifal (premiera leta 1882). Glede na popularnost opere in fonetični zapis je v slovenščini pogosta uporaba imena Parsifal. 
Wolfram je Parzivala napisal po zgledu francoskega viteškega romana Perceval ali Conte du Graal, ki je ohranjen le v fragmentih in je delo francoskega pisatelja Chrétiena de Troyesa. Tako kot Chrétienov Perceval tudi Wolframov Parzival govori o dveh junakih: naslovnemu junaku Parzivalu, ki v poteku zgodbe zraste iz naivnega mladeniča v hvalevrednega viteza, ki najde pot do svetega grala in o Gawanu, ki se vzporedno z zgodbo Parzivala izkaže v nevarnih dogodivščinah in katerega lik je personifikacija viteških vrlin. Parzival je razvojni roman v katerem naslovni junak v posameznih stopnjah dvorne in religiozne vzgoje spoznava viteške vrednote in se tako uči zmernosti, stanovitnosti in zvestobe, tudi ponižnosti, usmiljenja in radodarnosti, ter se izkazuje v drznosti in pogumu. Vsem tem vrlinam se pridruži še vrlina, ki služi dušnemu miru in pomeni neko nenavadno pozitivno razpoloženje, občutek, ki človeka napolnjuje z vedrino in ga obrani pred žalostjo. Od vseh naštetih vrlin pa je zmernost tista, ki kraljuje nad vsemi in jih tudi izpopolnjuje.